# Leopold Schoeller

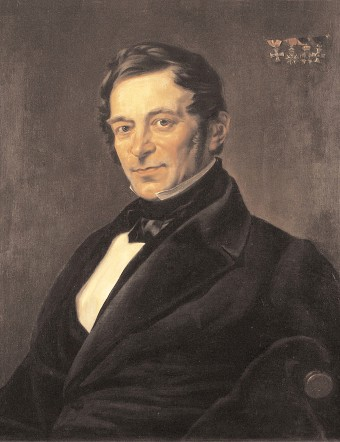
Leopold Schoeller (1792–1884)

Heinrich Leopold Schoeller (* 10. Juni 1792 Burg Schleiden; † 18. Dezember 1884 in Düren) war ein deutscher Unternehmer und Gründer des Teppichkontors Düren, aus dem später die Anker-Teppichfabrik hervorging.   

## Leben und Werk
Der Sohn des Tuchfabrikanten und Mitbegründers der Feintuchfabrik Schoeller Johann Arnold Schoeller (1747–1831) und der Lucia Katharina Peuchen (1752–1832) zog im Jahr 1800 mit seinen Eltern nach Düren. Nach Abschluss seiner schulischen Ausbildung trat er 1807 als Lehrling in das elterliche Unternehmen ein. Mit Aufhebung der Kontinentalsperre ließ er sich 1813 in Amsterdam als Grossist für englische Tuche und Manufakturwaren nieder. Im Jahr 1815 kehrte Leopold Schoeller nach Düren zurück und begründete mit seinem Bruder Carl Friedrich Schoeller (1784–1860) hier eine Tuchfabrik und erhielt zusammen mit diesem und einem weiteren Bruder, Johann Peter Schoeller (1778–1838), am 19. März 1819 eine kaiserliche Konzession für die Errichtung eines solchen Werkes in Brünn. Die Leitung dieser Gebr. Schoeller k. k. Feintuch- und Wollwarenfabrik Brünn bekam deren gemeinsamer Neffe Philipp Wilhelm von Schoeller (1797–1877) übertragen, der dieses Unternehmen später erbte.
1842 trennte Leopold sich von seinem Bruder Friedrich und gründete mit seinen Söhnen in Düren die Tuchfabrik Leopold Schoeller & Söhne, deren Fabrikate sich durch höchste Qualität auszeichneten. Zwölf Jahre später ging aus diesem Unternehmen das Teppichkontor hervor. Leopold Schoeller dachte jedoch in größeren Dimensionen. 1843 kaufte er die Kammgarnspinnerei Breslau und 1851 beteiligte er sich an der Dürener Flachsgarnspinnerei Schoeller, Mevissen & Bücklers. Bei seinem Expansionsdrang beschränkte sich Schoeller nicht nur auf das Textilgewerbe. 1848 sicherte er sich gemeinsam mit dem Bergmeister Eduard Honigmann und dem Aachener Friedensrichter Friedrich Ernst Bölling die Konzession für das 1,75 Millionen Quadratmeter große Feld „Maria“ in Alsdorf bei Aachen zum Betrieb eines Bergwerks, welches dann 1890 in die Vereinigungsgesellschaft für Steinkohlenbau im Wurmrevier überführt wurde. In Schlesien wurden mehrere Güter und Zuckerfabriken gekauft. 1869 beteiligte sich Schoeller in Düren an der neu gegründeten Zuckerfabrik Schoeller, Peill & Brockhoff, der ersten linksrheinischen Zuckerfabrik.
Seit der Gründung der Rheinischen Eisenbahngesellschaft war Schoeller in deren Verwaltungsrat tätig. Seinem Einsatz wird zugeschrieben, dass Düren an die Eisenbahnlinie Köln-Aachen angeschlossen wurde. Ab 1851 gehörte er der Handelskammer für die Kreise Aachen-Land und Düren an. Auch politisch besaß Schoeller erheblichen Einfluss: 1834 bis 1864 lang gehörte er dem Dürener Stadtrat an. viele Jahre war er Mitglied der Kreisversammlung und 1842 bis 1846 sowie mindestens 1852 erster Kreisdeputierter. Er war 1841 stellvertretendes Mitglied und 1843 und 1845 Abgeordneter im Provinziallandtag der Rheinprovinz und 1847 Mitglied im Ersten und 1848 im Zweiten Vereinigten Landtag. Von 1849 bis Oktober 1850 war er außerdem Abgeordneter des preußischen Abgeordnetenhaus.

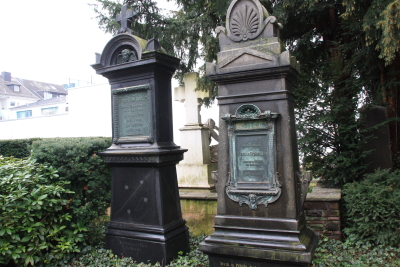
Grabstätte Leopold Schoeller

Als typischer Vertreter des fortschrittlichen Industriebürgertums engagierte sich Schoeller auch kirchlich und sozial: Er setzte sich für die evangelisch-reformierte Gemeinde in Düren ein und gründete 1828 die Knaben-Familien-Schule. 1832 stiftete er den Bauplatz für ein eigenes Gebäude. Aus dieser Bürgerschule ging später das Dürener Realgymnasium hervor, heute das Gymnasium am Wirteltor. Für seine Arbeiter richtete Schoeller außer einer Krankenkasse auch früh eine Invaliden- und Wöchnerinnen-Stiftung ein. 1842 wurde er zum preußischen Kommerzienrat, 1856 zum Geheimen Kommerzienrat ernannt. 1854 erhielt er den Roter Adlerorden 4. Klasse, 1862 den Kronenorden 3. Klasse, 1887 den Kronenorden 2. Klasse, 1855 das Ritterkreuz des bayerischen Verdienstorden vom heiligen Michael und 1855 das Ritterkreuz der französischen Ehrenlegion.
Im hohen Alter von 92 Jahren starb Leopold Schoeller am 18. Dezember 1884 in Düren. Er fand seine letzte Ruhestätte auf dem Evangelischen Friedhof Düren.

## Familie
Die Familie Schoeller gehört zu den Dürener Unternehmerfamilien, die Weltgeltung haben. Ihre Ursprünge lassen sich bis 1382 zurückverfolgen. Sämtliche heute in Düren lebenden Schoellers stammen von Joeris Schoeller ab, der ab 1550 eine Eisenhütte in Gemünd betrieb.
Leopold Schoeller heiratete 1820 Emilie Schöller (1800–1854), die Tochter des Düsseldorfer Oberbürgermeisters Philipp Schöller aus der ehemaligen Jülicher Linie der Unternehmerfamilie Schoeller. Aus dieser Ehe gingen sechs Söhne und eine Tochter hervor.
Von seinen Söhnen betrieb sein ältester Sohn Caesar Schoeller (1822–1887) unter anderem einen Importhandel in New York City. Der zweite Sohn, Rudolf Wilhelm Schoeller (1827–1902), übernahm die Kammgarnspinnerei Breslau, fusionierte diese mit der Kammgarnspinnerei und Weberei Eitorf AG und verlagerte diese Unternehmen nach Bregenz und Zürich. (Philipp Eberhard) Leopold Schoeller (1830–1896), der dritte Sohn, übernahm und erweiterte die schlesischen Zuckerfabriken seines Vaters, wogegen der vierte Sohn, der Geheime Kommerzienrat Philipp Nikolaus Ludwig (1833–1904), die Nachfolge in der Geschäftsleitung des Teppichkontors Düren antrat. Alexander Paul Schoeller (1837–1892), der fünfte Sohn, nahm sich der lokalen Zuckerfabriken des Vaters an, gründete dazu eigene Werke und führte diese in die Zuckerfabrik Jülich zusammen, in der sein Sohn, der spätere Ethnologe Max Schoeller, Vorstandsmitglied wurde.